# Ярд
Ярд (англ. yard) — одиниця довжини в англійській системі мір та американській системі мір.

## Таблиця відповідності
1 ярд = 91,44 см (точно)
1 ярд = 3 фути
1 ярд = 36 дюймів
2 ярди = 1 фатом
1760 ярдів = 1 сухопутна миля
2025,372 ярдів = 1 морська миля

## Історія

### Етимологія
Англійське yard (міра довжини, «3 фути») є омонімом до yard («двір»). Ці слова не пов'язані між собою за походженням. Слово yard (одиниця вимірювання) походить від давн-англ. gyrd, ġierd («прут», «палиця», «жердина»), у той час як yard (у значенні «двір») — від давн-англ. ġeard, яке через прагерм. *gardaz походить від пра-і.є. *gʰórdʰos (пор. українське «город»).

### Походження
Походження ярда неясне. Римляни і валлійці використовували міри, кратні коротшому футу, але міра в 2,5 римського фута називалася «крок, ступінь» (лат. gradus), а міра в 3 валлійські фути — «крок, хід» (англ. pace, валл. cam). Порівняльну довжину мав лікоть (давн-англ. ęln, англ. ell), що нині дорівнює 1,25 ярда. Отже, за однією версією, ця одиниця довжини пов'язана з довжиною крока, за іншою — з довжиною ліктя, крім того, її пов'язують з довжиною руки короля Генріха I. Згідно з офіційним британським звітом:
|  | Стандарт одиниці вимірювання завжди засновувався або на певній частині людського тіла, таких як ступня, довжина руки, розмір кисті, або на інших природних об'єктах, таких як зерно ячменю чи іншого злаку. Але ярд був самобутньою одиницею, прийнятою ранніми англійськими суверенами, здогадно, заснованою на ширині грудної клітки саксонського племені. Його використовували аж до правління Генріха VII, коли замість був впроваджений лікоть, який дорівнював ярду з чвертю чи 45 дюймам. Лікоть запозичили в паризьких сукнярів. Проте надалі королева Єлизавета наново впровадила ярд як англійську міру. Оригінальний текст (англ.) [The standard of measure has always been taken either from some part of the human body, such as a foot, the length of the arm, the span of the hand, or from other natural objects, such as a barleycorn, or other kind of grain. But the yard was the original standard adopted by the early English sovereigns, and has been supposed to be founded upon the breadth of the chest of the Saxon race. The yard continued till the reign of Henry VII., when the ell was introduced, that being a yard and a quarter, or 45 inches. The ell was borrowed from the Paris drapers. Subsequently, however, Queen Elizabeth re-introduced the yard as the English standard of measure.] Помилка: [undefined] Помилка: {{Lang}}: немає тексту (допомога): текст вже має курсивний шрифт (допомога) |

### Від ліктя до ярда
Найраніша згадка прообразу ярда міститься в статуті короля Едгара Мирного (959—963 рр.), відомому в кількох списках. У ньому король вказує Вітенагемоту в Андовері, що «міри Вінчестера» (у деяких списках — «міри Лондона і Вінчестера») мають додержуватися в усьому королівстві.
У «Діяннях королів Англії» Вільяма Мальмесберійського повідомляється, що під час правління Генріха I «міра в довжину його руки була застосована для поправки хибного ліктя торговців і приписана по всій Англії». Легенда, що пов'язує довжину ярда з носом короля, з'явилася кілька століть пізніше. Ч. Вотсон вважав свідчення Вільяма Мальмесберійського не вартим уваги, незважаючи на те, що він був одним з набільш сумлінних і надійних середньовічних істориків.

## Цікавий факт
До поширення в англійській мові латинського penis слово yard слугувало офіційним позначенням статевого члена. «Оксфордський словник англійської мови» наводить один приклад вживання цього слова у цьому значенні у 1379 році, а також повідомляє, що Physical Dictionary у 1684 році визначав слово penis як «the Yard, made up of two nervous Bodies, the Channel, Nut, Skin, and Fore-skin, etc.».